# Microgramma lindbergii
Microgramma lindbergii är en stensöteväxtart som först beskrevs av Georg Heinrich Mettenius, och fick sitt nu gällande namn av Sota. Microgramma lindbergii ingår i släktet Microgramma och familjen Polypodiaceae. Inga underarter finns listade.